# Сэндай (лёгкий крейсер)
Сэндай (яп. 川内 軽巡洋艦 сэндай кэйдзюнъё:кан)) — японский лёгкий крейсер, головной корабль одноимённой серии крейсеров. Служил в императорском флоте Японии во время Второй мировой войны. Назван в честь реки Сендай, протекающей на юге острова Кюсю. Флагманский корабль флотилии эсминцев.

## Предыстория
Крейсера типа «Сэндай» строились в Японии в рамках программы «восемь-восемь»: первый корабль планировалось принять на вооружение в 1921 году, однако Вашингтонское морское соглашение привело к отмене строительства сначала последних четырёх крейсеров данного типа, а потом и четвёртого крейсера. Японский флот в итоге решил сконцентрироваться на строительстве тяжёлых крейсеров.

## Характеристики
Лёгкие крейсера типа «Сэндай» были дальнейшим продолжением серии лёгких крейсеров «Нагара» водоизмещением 5500 т, сохраняя похожий внешний вид, энергетическую установку и вооружение. Их котлы, однако, располагались более удачно: у них было 4 паровых турбины, а не 3, что давало более высокую скорость 35 узлов. «Сэндай» и «Дзинцу» можно было узнать по носу с наклонным форштевнем, а у достроенной в конце «Наки» был нос с развалом бортов, более характерный для тяжёлых крейсеров.
У каждого корабля на носу был ангар для взлёта гидросамолётов, однако до установки специальной катапульты в 1929 году ни один подобный крейсер гидросамолёты не перевозил. Позже катапульту убрали, а между 1934 и 1937 годами катапульту установили на задней палубе. Вооружением были семь 140-мм корабельных орудий Тип 3 с защитными щитами, два 76-мм корабельных орудия Тип 41 без щитов и два 13,2-мм зенитные пулемёты Тип 93. Торпедное вооружение — восемь торпед Тип 93 в четырёх сдвоенных торпедных аппаратах, позже были сделаны два счетверённых аппарата. Броня — 64 мм для броневого пояса и 29 мм для броневой палубы.

## Служба

### Начало службы
«Сэндай» строился компанией Mitsubishi на верфи в Нагасаки. 29 апреля 1924 года после завершения строительства он был официально включён в состав флотилии, патрулировавшей реку Янцзы в Китае. Сыграл ключевую роль во втором Шанхайском сражении на первых этапах Второй японо-китайской войны, позже прикрывал с моря высадку японских войск в Южном Китае.

### В Юго-Восточной Азии
20 ноября 1941 года «Сэндай» стал флагманским кораблём 3-й эскадры эсминцев под командованием контр-адмирала Синтаро Хасимото. В момент нападения на Перл-Харбор «Сэндай» сопровождал транспортные суда, на которых находились войска 25-й японской армии генерал-лейтенанта Томоюки Ямаситы, шедшие захватывать Британскую Малайю. 7 декабря 1941 года в 23:45 «Сэндай» и эскадра эсминцев, куда входили эсминцы «Аянами», «Исонами», «Синиками» и «Уранами», открыли огонь по Кота-Бару. В ответ на это семь бомбардировщиков Lockheed Hudson КВВС Австралии совершили налёт на японцев, потопив один транспорт и повредив ещё два других.
9 декабря субмарина I-65 сообщила о приближении группы «Z» КВМС Великобритании, куда входили линкор «Принц Уэльский», линейный крейсер «Рипалс» и группа других эсминцев. Отчёт принял «Сэндай», передавший сообщение вице-адмиралу Дзисабуро Одзаве, находившемуся на борту тяжёлого крейсера «Тёкай», однако из-за проблем со связью для расшифровки понадобилось полтора часа, к тому же была произведена недооценка состава группы «Z» — там были и торпедоносцы из 22-й воздушной флотилии, базировавшейся во Французском Индокитае. 19 декабря у Кота-Бару в Южно-Китайском море подлодка КВМС Нидерландов O-20 обнаружила «Сэндай», сопровождающий второй Малайский конвой из 39 транспортов. В 11:15 с «Сэндая» вылетел гидросамолёт Kawanishi E7K2, который обнаружил O-20 и сбросил на неё бомбы, а к атаке подключились также эсминцы «Аянами» и «Югири», сбросившие глубинные бомбы. В ту же ночь O-20 всплыла на поверхность для подзарядки батарей, и пламя из её двигателей выдало подлодку — «Уранами» потопил её.
В конце декабря 1941 — январе 1942 года «Сэндай» участвовал в сопровождении ещё трёх конвоев с десантом. 10 января 1942 года во время четвёртого такого сопровождения американская подлодка «Сидрэгон» обнаружила конвой и выпустила две торпеды по последнему транспорту, не попав в него. 26 января «Сэндай» и охраняемый им конвой подверглись обстрелу со стороны эсминцев «Танет» и «Вэмпайр» на расстоянии 80 морских миль (148 км) к северу от Сингапура. Торпедная атака союзных кораблей не увенчалась успехом, а ответный артиллерийский огонь эсминца «Сираюки» и крейсера «Сэндай» привели к тому, что «Танет» затонул. «Вэмпайр» ушёл в Сингапур, не получив повреждений. С февраля по март «Сэндай» участвовал в прикрытии высадки на Суматру, охране морского побережья и патрулировании Молуккского пролива, через который пытались пройти британские и голландские суда из Сингапура. В конце марта «Сэндай» обеспечивал прикрытие высадки батальона 18-й дивизии в Порт-Блэре (Андаманские острова). В конце апреля вернулся в Сасебо, где встал на ремонт.

### Атолл Мидуэй
29 мая 1942 года «Сэндай» покинул Основные силы Объединённого флота и ушёл в сторону атолла Мидуэй. Основные силы находились на расстоянии 600 морских миль (110 км) от 1-й авианосной ударной группы вице-адмирала Тюити Нагумо и в бой против американцев не вступали. Сэндай вернулся в Куре 14 июня 1942 года, даже не поучаствовав в битве.

### Кампания на Соломоновых островах
15 июля 1942 года 3-я эскадра эсминцев была включена в состав Южного флота для прикрытия высадки в Бирму и рейда в Индийский океан, прибыв 31 июля в Мергуй. Однако в связи с высадкой американцев на Гуадалканал ряд операций в Индийском океане были отменены, и «Сэндай» отправился к Макасару, Давао и Труку для сопровождения конвоев на Рабаул (Новая Британия), на Бугенвиль и Шортлендские острова. 8 сентября «Сэндай» прибыл в Тулаги, а 12 сентября вместе с эсминцами «Сикинами», «Фубуки» и «Судзукадзэ» обстрелял аэродром Хендерсон-Филд. В ноябре того же года «Сэндай», неся службу на Соломоновых островах, участвовал в первых двух боях за Гуадалканал и даже был обстрелян линкором «Вашингтоном» из 406-мм главных орудий.
25 февраля 1943 года «Сэндай» вошёл в состав 8-го флота вице-адмирала Гунъити Микава и в течение апреля дальше нёс службу около Рабаула. В мае, вернувшись в Сасебо, крейсер был улучшен: 140-мм орудие № 5 было снято, но были установлены два строенных 25-мм зенитных орудия Тип 96 и радар Тип 21. 25 июня модификация завершилась, и «Сэндай» вернулся в июле на острова Трук. 7 июля 3-ю эскадру эсминцев возглавил контр-адмирал барон Мацуи Идзюин, и в течение трёх последующих месяцев «Сэндай» занимался охраной конвоев с подкреплениями, шедшими в Буин и на Шортлендские острова. 18 июля около острова Коломбангара на группу совершили авианалёт торпедоносцы Grumman TBF Avenger с базы Корпуса морской пехоты США на Гуадалканале, а через двое суток — бомбардировщики B-25 Mitchell, однако крейсер не пострадал.
1 ноября 1943 года на крейсер сбросил бомбы тяжёлый бомбардировщик B-24 Liberator, но не попал ни разу. 2 ноября в заливе Императрицы Августы японский флот при попытке укрепить оборону Бугенвиля столкнулся с 39-й оперативной группой ВМС США, куда входили лёгкие крейсера «Кливленд», «Коламбия», «Монпелье» и «Денвер», а также эсминцы «Стэнли», «Чарльз Осберн», «Клакстон», «Дайсон», «Конвёрс», «Фут», «Спенс» и «Тэтчер». В распоряжении японцев были крейсера «Мёко», «Хагуро», «Сэндай» и «Агано», а также эсминцы «Сигурэ», «Самидарэ», «Сирацую», «Наганами», «Вакацуки» и «Хацукадзэ». На расстоянии 6,9 км американские эсминцы были обнаружены радаром эсминца «Сигурэ», и тот сделал правый поворот, выпустив восемь торпед. «Сэндай» также сделал правый поворот и чуть не врезался в «Сигурэ». В связи с этими запутанными манёврами японцев все четыре крейсера американцев получили возможность вести огонь из 6-дюймовых орудий по крейсеру, и после первого же орудийного залпа попадания вызвали пожар на крейсере.
К следующему утру «Сэндай» и «Хацукадзэ» ушли на дно. Капитан Сёдзи и 184 члена экипажа погибли, на борта эсминцев были приняты 236 выживших. 3 ноября 1943 года адмирал Мацуи Идзюин и ещё 75 выживших членов экипажа крейсера были спасены японской подводной лодкой RO-104. «Сэндай» был окончательно исключён из списка Императорского флота 5 января 1944 года.